# Jessie Buckley
Jessie Buckley (* 28. Dezember 1989 in Killarney, County Kerry) ist eine irische Schauspielerin und Sängerin.

## Leben

### Herkunft und frühe Jahre
Jessie Buckley wurde als älteste von fünf Geschwistern geboren, ihre Mutter war als Vocal Coach tätig. Im Alter von 17 Jahren ging sie von Irland nach London, um eine Gesangskarriere zu verfolgen.

### Musical und Theater
2008 nahm Buckley an der BBC-Castingshow I’d Do Anything teil, in der eine Darstellerin für die weibliche Hauptrolle Nancy für die West-End-Neuauflage des Musicals Oliver! gesucht wurde. Sie belegte dabei hinter Jodie Prenger und vor Samantha Barks den zweiten Platz.
Nach der Show spielte Buckley in der Saison 2008/09 im Musical A Little Night Music von Stephen Sondheim die Rolle der Anne Egerman am West-End-Theater Menier Chocolate Factory. Ab 2010 studierte sie an der Royal Academy of Dramatic Art (RADA) Schauspiel, das Studium schloss sie 2013 als BA (Hons) ab. Anschließend stand sie unter anderem am Londoner „Shakespeare’s Globe“ als Miranda in Der Sturm auf der Bühne.
Für ihre Darstellung der Sally Bowles in der Westend-Produktion Cabaret an der Seite von Eddie Redmayne als Conférencier wurde sie 2022 mit einem Laurence Olivier Award for Best Actress in a Musical ausgezeichnet.

### Film und Fernsehen
In der vierteiligen Rosamunde-Pilcher-Produktion Vier Frauen (This September) war Buckley 2010/11 als Emily Strong zu sehen. 2013 lieh sie Luna im Animationsfilm Jack und das Kuckucksuhrherz (Jack et la mécanique du coeur) in der englischen Fassung ihre Stimme. 2016 spielte sie in der BBC-Produktion Krieg und Frieden von Regisseur Tom Harper die Rolle der Marja Bolkonski.
In der BBC-Fernsehserie Taboo mit Tom Hardy verkörperte sie 2017 die Rolle der Lorna Bow und hatte als Honor Martin eine Hauptrolle in der BBC-Miniserie The Last Post. Im Psychothriller Beast (2017) von Michael Pearce spielte sie an der Seite von Johnny Flynn als Pascal die weibliche Hauptrolle Moll Huntford. Für ihre Darstellung wurde sie 2019 mit dem London Critics’ Circle Film Award als beste britische/irische Darstellerin ausgezeichnet.
2018 spielte Buckley im Musikdrama Wild Rose von Regisseur Tom Harper die Rolle der Rose-Lynn Harlan und in der BBC-Verfilmung des Romanes von Wilkie Collins The Woman in White die Rolle der Marian Halcombe. Im März 2019 wurde bekannt, dass sie in der Netflix-Produktion I’m Thinking of Ending Things unter der Regie Charlie Kaufman und an der Seite von Jesse Plemons die weibliche Hauptrolle übernehmen soll. Ursprünglich war für diese Rolle Brie Larson vorgesehen. In der im Mai 2019 veröffentlichten fünfteiligen Miniserie Chernobyl von HBO und Sky UK über die Nuklearkatastrophe von Tschernobyl spielte sie die Rolle der Lyudmilla Ignatenko, deren Mann Wassili als Feuerwehrmann während der Löscharbeiten der Strahlung ausgesetzt war. Im Juli 2019 wurde bekannt, dass sie in der vierten Staffel der US-Krimiserie Fargo die Rolle der Oraetta Mayflower übernehmen soll. Im Biopic über Judy Garland mit Renée Zellweger in der Hauptrolle verkörperte sie die Rolle der Produktionsassistentin Rosalyn Wilder. In Die Misswahl – Der Beginn einer Revolution (2020) spielte sie an der Seite von Keira Knightley die Rolle der Jo Robinson.
In der Romanverfilmung Frau im Dunkeln verkörperte sie 2021 die Rolle der Leda Caruso, gespielt von Olivia Colman, in jungen Jahren. Für ihre Darstellung der Leda wurde sie im Rahmen der Oscarverleihung 2022 als beste Nebendarstellerin nominiert. Im selben Jahr wurde sie in die Academy of Motion Picture Arts and Sciences (AMPAS) berufen, die alljährlich die Oscars vergibt. 2023 war sie neben Olivia Colman in dem Film Kleine schmutzige Briefe zu sehen, der in dem Küstenort Littlehampton spielt und lose von einem wahren Fall inspiriert ist.

## Filmografie (Auswahl)
- 2010–2011: Rosamunde Pilcher: Vier Frauen (This September; Fernsehvierteiler)
- 2011: Join My Band (Kurzfilm)
- 2012: Crosswinds (Kurzfilm)
- 2013: Jack und das Kuckucksuhrherz (Jack et la mécanique du coeur, Stimme, englische Fassung)
- 2014: Der junge Inspektor Morse (Endeavour; Fernsehserie, Folge: Der Schatz/Trove)
- 2014: The Tempest
- 2015: Branagh Theatre Live: The Winter’s Tale
- 2016: Krieg und Frieden (War & Peace, Miniserie)
- 2016: The Complete Walk: Romeo and Juliet (Kurzfilm)
- 2017: Beast
- 2017: Red Light (Kurzfilm)
- 2017: Taboo (Fernsehserie)
- 2017: The Last Post (Miniserie)
- 2018: Pulsar (Kurzfilm)
- 2018: The Woman in White (Miniserie)
- 2018: Wild Rose
- 2019: A Battle in Waterloo (Kurzfilm)
- 2019: Chernobyl (Fernsehserie)
- 2019: Judy
- 2020: Die fantastische Reise des Dr. Dolittle (Dolittle)
- 2020: Der Spion (The Courier)
- 2020: I’m Thinking of Ending Things
- 2020: Die Misswahl – Der Beginn einer Revolution (Misbehaviour)
- 2020: Fargo (Fernsehserie)
- 2021: Romeo & Juliet
- 2021: Frau im Dunkeln (The Lost Daughter)
- 2022: Men – Was dich sucht, wird dich finden (Men)
- 2022: Die Aussprache (Women Talking)
- 2022: Scrooge: Ein Weihnachtsmusical (Scrooge: A Christmas Carol, Stimme)
- 2023: Fingernails
- 2023: Kleine schmutzige Briefe (Wicked Little Letters)

## Videospiel
- 2022: The Dark Pictures: The Devil in Me

## Auszeichnungen und Nominierungen
British Academy Film Awards
- 2019: Nominierung für den Rising Star Award[17]
- 2020: Nominierung in der Kategorie Beste Hauptdarstellerin für Wild Rose[18]
- 2022: Nominierung in der Kategorie Beste Nebendarstellerin für Frau im Dunkeln

British Independent Film Awards
- 2018: Auszeichnung als Most Promising Newcomer[19]
- 2018: Nominierung als beste Schauspielerin für Beast[20][21]
- 2019: Nominierung als beste Schauspielerin für Wild Rose[22]
- 2022: Nominierung in der Kategorie Best Joint Lead Performance gemeinsam mit Rory Kinnear für Men[23]

Chlotrudis Award
- 2020: Nominierung in der Kategorie Beste Hauptdarstellerin für Wild Rose[24]

Critics’ Choice Super Awards
- 2023:  Nominierung in der Kategorie Beste Schauspielerin in einem Horrorfilm für Men – Was dich sucht, wird dich finden

Critics’ Circle Theatre Award
- 2022: Auszeichnung als Beste Schauspielerin für Cabaret

Gotham Award
- 2020: Nominierung in der Kategorie Beste Darstellerin für I’m Thinking of Ending Things[25]
- 2021: Nominierung in der Kategorie Outstanding Supporting Performance für Frau im Dunkeln[26]
- 2022: Nominierung in der Kategorie Outstanding Supporting Performance für Die Aussprache[27]

IFTA Film and Drama Awards
- 2022: Auszeichnung als beste Nebendarstellerin für Frau im Dunkeln[28]
- 2023: Nominierung als beste Nebendarstellerin für Die Aussprache[29]

Independent Spirit Awards
- 2022: Nominierung in der Kategorie Beste Nebendarstellerin für Frau im Dunkeln[30]

Internationale Filmfestspiele von Cannes
- 2021: Auszeichnung mit der Trophée Chopard[31]

Laurence Olivier Awards
- 2022: Auszeichnung in der Kategorie Best Actress in a Musical für Cabaret[7]

London Critics’ Circle Film Award
- 2019: Auszeichnung als Beste britische/irische Darstellerin für Beast
- 2021: Nominierung als Beste britische/irische Darstellerin für I’m Thinking of Ending Things und Misbehaviour[32]
- 2022: Nominierung als Beste Nebendarstellerin für Frau im Dunkeln
- 2023: Nominierung als Beste britische/irische Darstellerin für Men, Scrooge: A Christmas Carol, Women Talking[33]

Online Film Critics Society Awards
- 2020: Nominierung in der Kategorie Beste Hauptdarstellerin für I’m Thinking of Ending Things[34]

Oscar
- 2022: Nominierung in der Kategorie Beste Nebendarstellerin für Frau im Dunkeln[14]

Satellite Awards
- 2020: Nominierung in der Kategorie Beste Nebendarstellerin in einer Serie, Miniserie oder einem Fernsehfilm für Fargo[35]

South Bank Sky Arts Awards
- 2019: Auszeichnung mit dem The Times Breakthrough Award[36][37]